# Alberto Ernesto II, Príncipe de Oettingen-Oettingen
Alberto Ernesto II de Oettingen-Oettingen (8 de agosto de 1669 - 30 de março de 1731) foi o último príncipe de Oettingen-Oettingen, no Sacro Império Romano-Germânico.

## Família
Alberto Ernesto II foi o filho mais velho e único varão do príncipe Alberto Ernesto I de Oettingen-Oettingen e da duquesa Cristiana Frederica de Württemberg. Entre as suas irmãs estava a princesa Cristina Luísa de Oettingen-Oettingen, avó materna da imperatriz Maria Teresa da Áustria. Os seus avós paternos eram o conde Joaquim Ernesto I de Oettingen-Oettingen e a condessa Ana Doroteia de Hohenlohe-Neuenstein. Os seus avós maternos eram o duque Everardo III de Württemberg e condessa Ana Doroteia de Salm-Kyrburg.

## Casamento
Alberto Ernesto II casou-se com a condessa Sofia Luísa de Hesse-Darmstadt de quem teve dois filhos:
- Alberto Ernesto de Oettingen-Oettingen (29 de julho de 1689 - 29 de julho de 1689)
- Isabel Frederica de Oettingen-Oettingen (14 de março de 1691 - 14 de maio de 1758), casada com o conde Carlos Luís de Hohenlohe-Neuenstein; com descendência.